# Euonthophagus maindroni
Euonthophagus maindroni là một loài bọ cánh cứng trong họ Bọ hung (Scarabaeidae).